# خرمهره

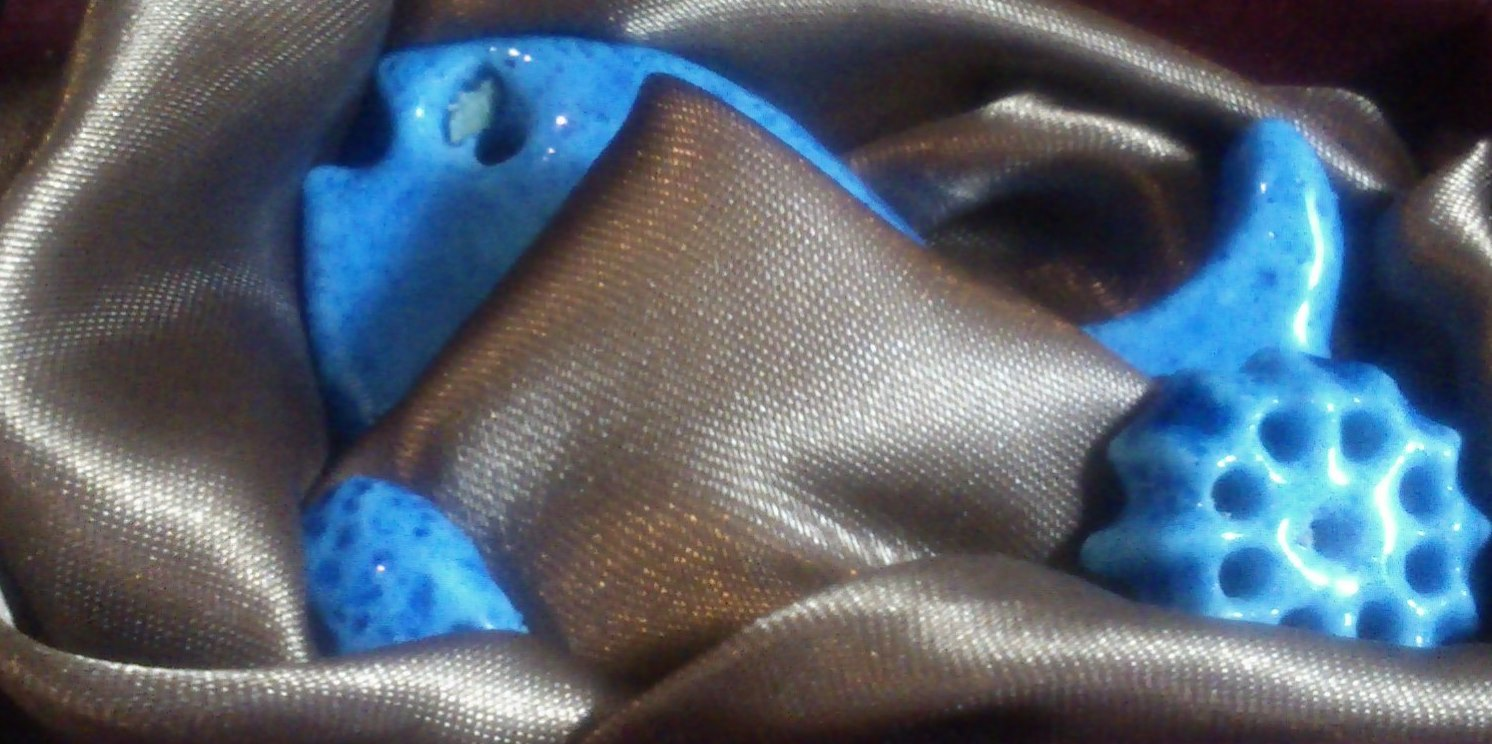
نمونه‌ای از خرمهره

خرمُهره نام دست‌ساخته‌هایی سرامیکی یا شیشه‌ای است که به آن کوجی یا مهره مهر نیز می‌گویند و هر مهره‌ای چون شکافته می‌شود، حاوی بلور دانه‌دانه سفید رنگ سخت و خشن می‌باشد. در ایران رایج‌ترین رنگ برای خرمهره‌ها آبی فیروزه‌ای روشن است.
مواد بدنه این شیء تلفیقی از سیلیس و چسب طبیعی (مس طبیعی) و لعاب آن شامل اکسید مس، کربنات سدیم خاکستر، آهک و بار لعاب است.
انواع طرح‌های تولیدی آویزهای خرمهره‌ای عبارتند از: در شکل مذهبی (نمادهای مذهبی خدا و نام بزرگان مذهبی) و در طرح‌های طبیعی (مانند ماه و ستاره) حیوانات (مانند ماهی و خرگوش) انواع گل‌ها (مانند گل لاله و پنج پر) اشکال هندسی (مربع، لوزی، مثلث و دیگر شکل‌ها) نمادها (نعل اسب و لنگر) و کاج، پروانه.

## پیشینه در ایران
خرمهره یکی از سوغات قم است. خرمهره کاربرد تزئینی دارد و برای هدیه دادن استفاده می‌شود.
رد پای این هنر را تا ۶۰۰۰ سال پیش در کوره‌های مس در اطراف قم یافته‌اند. در حال حاضر تنها یک تولیدکنندهٔ خرمهره در جهان وجود دارد که در قم است. در نمایشگاه Expo ۲۰۰۰ هانوور آلمان با عنوان مروارید فیروزه‌ای ایران باستان ثبت شده‌است. این هنر در کتاب موزهٔ نیویورک با عنوان Qom technique معرفی شده‌است.